# Lisa Darmanin
Pour les articles homonymes, voir Darmanin.
Lisa Darmanin est une skippeuse australienne née le 27 août 1991. Elle a remporté avec Jason Waterhouse la médaille d'argent du Nacra 17 mixte aux Jeux olympiques d'été de 2016 à Rio de Janeiro.